# 伊達広域農道
伊達広域農道（だてこういきのうどう）は、福島県伊達市梁川町から同市保原町に至る広域農道である。

## 概要
- 起点：伊達市梁川町白川田
- 終点：伊達市保原町柱田字上ノ寺
- 総延長：15.8 km
- 伊達市北部の梁川町から西側の伊達郡国見町、桑折町を経て、伊達市保原町に至る、旧伊達郡北西部を環状する広域農道である。伊達市梁川町から国見町にかけては国道399号と福島県道320号五十沢国見線との間を、国見町から伊達市保原町にかけては国道4号と国道349号との間を補完する幹線道路としての役割も担っている。

## 通過する自治体
- 福島県
  - 伊達市
  - 伊達郡国見町
  - 伊達郡桑折町

## 道路施設
- 徳江大橋
- 昭和大橋

## 接続路線
- 国道349号梁川バイパス（伊達市梁川町白川田 起点）
- 福島県道31号浪江国見線（伊達郡国見町塚野目字五反田）
- 福島県道123号保原伊達崎桑折線（伊達郡桑折町下郡字遠上）
- 福島県道125号保原桑折線（伊達市伏黒字上ケ戸）
- 国道399号（福島県道150号伊達霊山線重用）（伊達市保原町上保原字大割）
- 福島県道4号福島保原線（伊達市保原町上保原字上ノ原）
- 福島県道317号山口保原線（伊達市保原町所沢字西郡山）
- 国道349号（国道399号重用）（伊達市保原町字太田）
- 福島県道387号飯坂保原線（伊達市保原町柱田字上ノ寺 終点）

## 沿線
- やながわ工業団地
- 県北浄化センター
- JAふくしま未来上保原支店
- 阿武隈急行上保原駅
- 保原工業団地
- JAふくしま未来保原営農センター